# Jan Pláteník
Jan Pláteník (21. července 1819 Vlašim – 14. ledna 1894 asi tamtéž) byl český obuvník, veřejný a spolkový činitel a finančník. Spolu se svými třemi hlavními společníky se roku 1858 stal zakladatelem a prvním ředitelem Občanské záložny ve Vlašimi, prvního občanského peněžního ústavu (družstevní záložny) v českých zemích. Výrazně se tak zasloužil o rozvoj českého bankovnictví. Vlašimská záložna se rovněž stala vzorem pro zakládání dalších takových ústavů v Čechách a na Moravě.

## Život

### Mládí
Narodil se ve Vlašimi v jihovýchodních Čechách do české rodiny. Vyučil se obuvníkem a v mládí odešel za pracovními zkušenostmi mimo území Čech. Okolo roku 1850 pobýval v Prešpurku (pozdější Bratislavě) v Horních Uhrách, kde byl členem záloženského spolku inspirovaného činností Samuela Jurkoviče. Posléze se přesunul do Vlašimi a ve městě provozoval svou živnost obuvnického mistra. Byl nadšeným vlastencem a účastníkem společenského života ve městě.

### Občanská záložna v Čechách

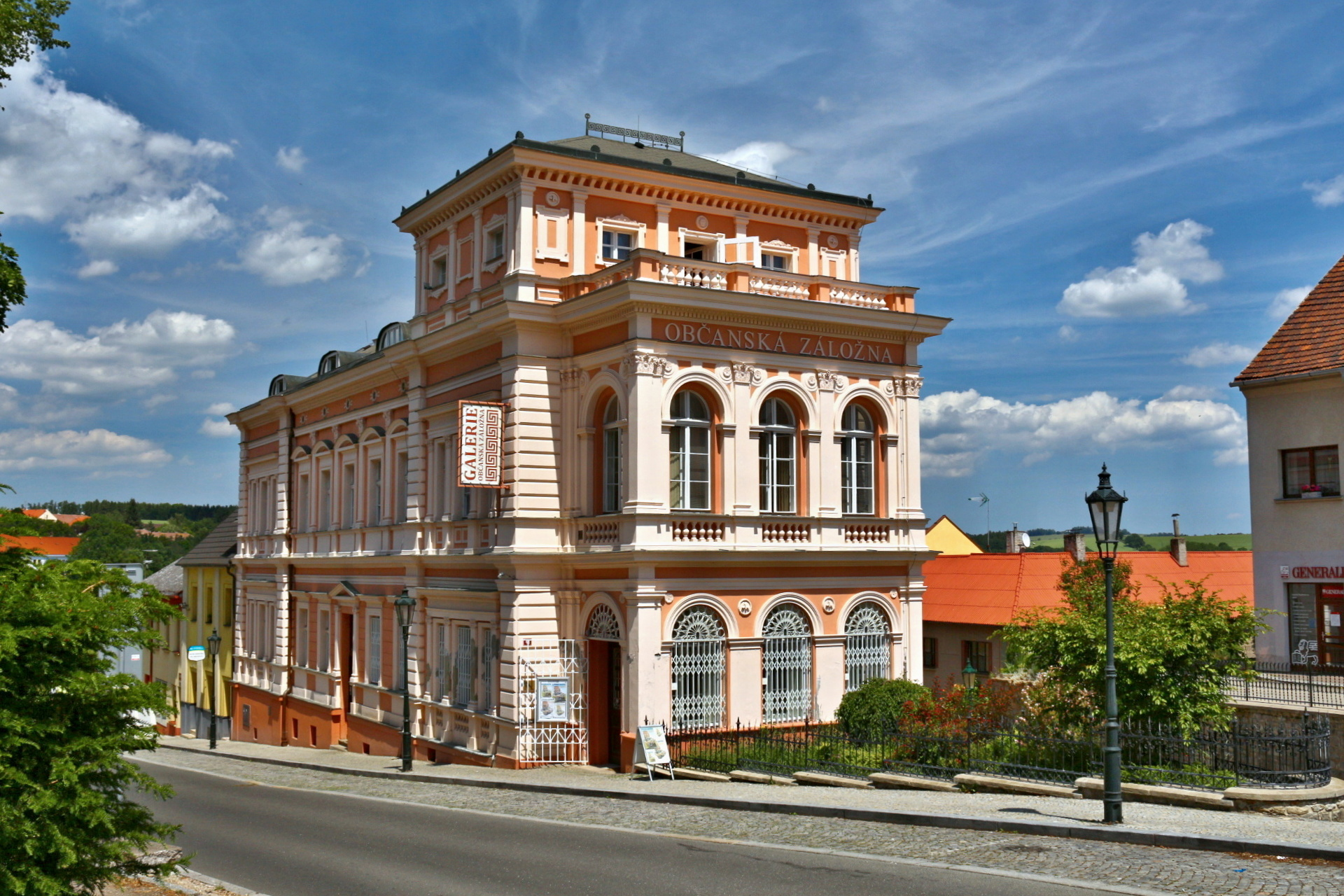
Nová budova městské záložny ve Vlašimi z roku 1872 (arch. Saturnin Heller)

Roku 1857 byl spolu s dalšími vlašimskými sousedy inspirován články Františka Šimáčka v časopise Posel z Prahy informujícího o vzniku občanských záložen v zahraničí, především v Německu. Na následně svolané poradě o 18 členech bylo koncem roku 1857 rozhodnuto o založení Občanské záložny ve Vlašimi, občanské spolkové záložny, prvního takového ústavu v českých zemích, která oficiálně vznikla k 14. březnu 1858. Pláteník se stal ředitelem ústavu, jako tři další hlavní zakladatelé jsou uváděni Vojtěch Červ, František Cenkr, Josef Slabý a několik dalších. Záložna sídlila v jím vlastněném domě.
Spolupracoval s průkopníky moderního českého bankovnictví jako byli František Cyril Kampelík či Josef Antonín Komárek, oba působící v Hradci Králové. Vlašimská záložna se následně stala vzorovým ústavem k zakládání podobných ústavů na území Čech, její stanovy byly vyžádány pro potřeby založení záložen například v Nymburce, Čáslavi, Písku či Rakovníku. Rovněž dopomohla též ke vzniku Záložny přerovské v Přerově roku 1861, založené Františkem Kramářem a Cyrilem Vítězem, prvního takového peněžního ústavu na Moravě, jenž se opět stal vzorem pro další takové ústavy v této části monarchie.
Pro potřeby rozrůstající se vlašimské záložny byla roku 1872 postavena nová budova podle návrhu architkekta a vlašimského rodáka Saturnina Hellera.
Ve funkci ředitele působil Pláteník po řadu let, později zastával funkci pokladníka. Téměř celý život prožil ve Vlašimi a vlastnil zde také statek.

### Úmrtí
Jan Pláteník zemřel 14. ledna 1894, patrně ve Vlašimi, ve věku 74 let.
Ve Vlašimi byla na jeho počest na fasádě rodného domu nedaleko městského nádraží umístěna roku 1908 pamětní deska. Rovněž zde byla jedna z ulic pojmenována podle něj, Pláteníkova.